# Hennequin de Bruges
Pour les articles homonymes, voir Hennequin.

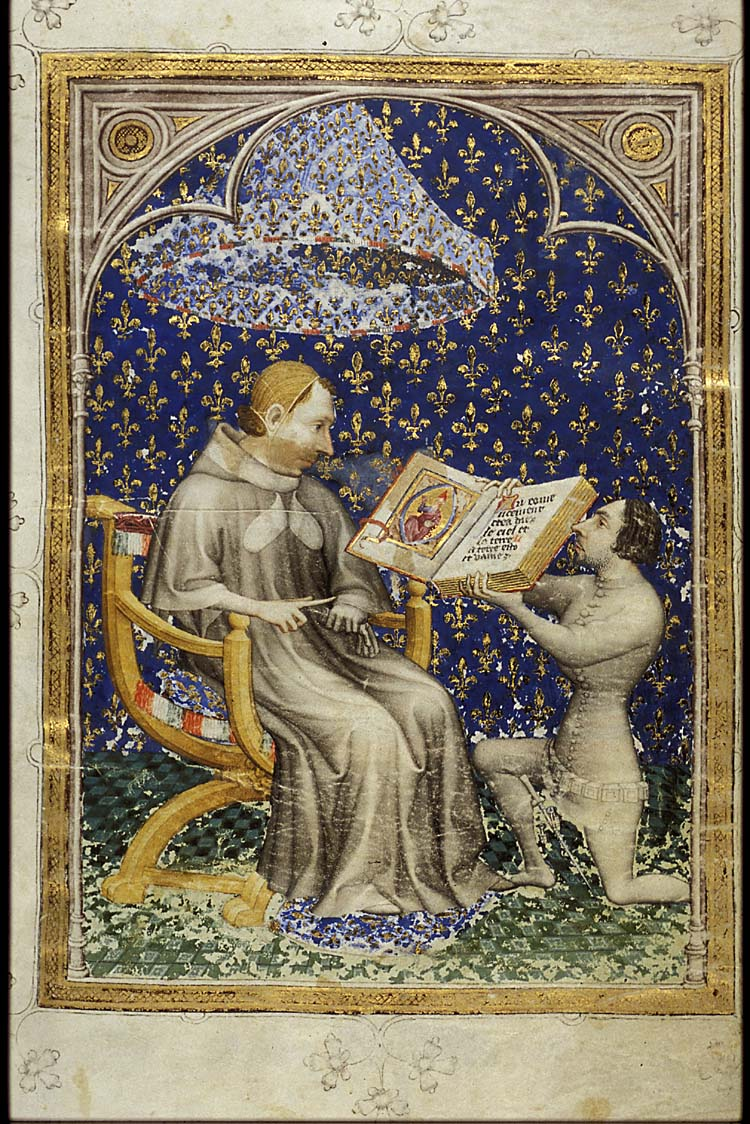
Jean de Vaudetar présente la Bible historiale à Charles V de France, Bible historiale de Jean de Vaudetar, 1372, La Haye, Musée Meermanno.

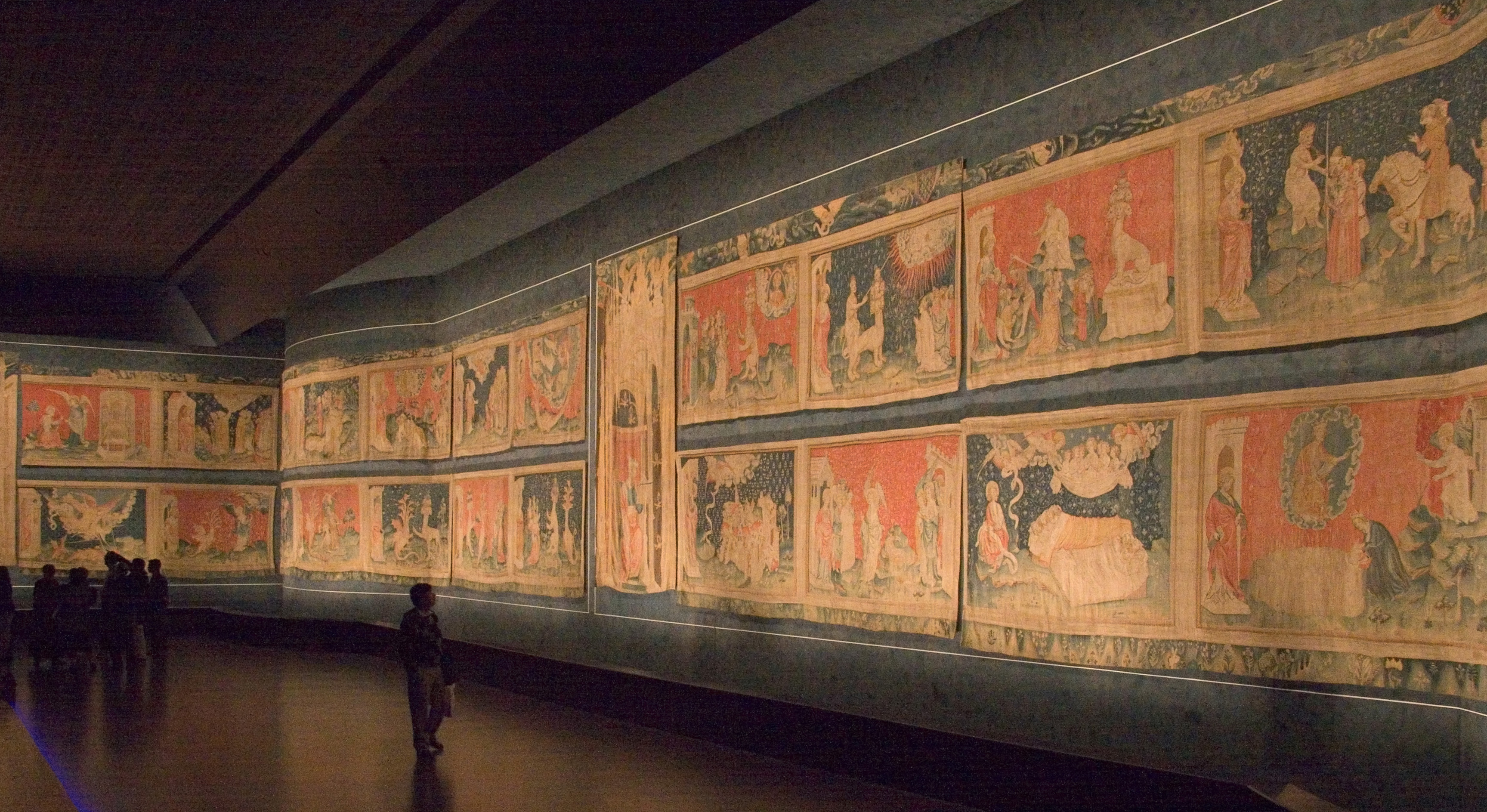
Tenture de l'Apocalypse, d'Angers, d'après les cartons de Jean Bondol.

Hennequin de Bruges ("Jan Bondol" en flamand), connu également sous les noms de Jean de Bruges ou de Jean de Bondol est un peintre d'origine flamande actif entre 1368 et 1381 à Paris en tant que peintre du roi Charles V. On lui attribue quelques rares œuvres dont les cartons de la tapisserie de l'Apocalypse d'Angers. 

## Éléments biographiques
Le peintre « Jean de Bondolf, dit de Bruges » est mentionné à quatre reprises comme peintre du roi dans les archives royales du roi Charles V : la première mention remonte à 1368, date à laquelle le roi lui attribue une maison « à l'enseigne du Faucon » dans la ville de Saint-Quentin, accompagnée d'une rente de 20 livres parisis par an. Il est de nouveau mentionné en 1374 cette fois-ci pour des gages par le roi d'un montant de 200 livres par an, puis en 1378 pour la même somme et enfin une dernière fois en 1381. Son nom se retrouve à nouveau dans la signature d'une miniature placée en frontispice de la Bible historiale donnée au roi en 1371. Son nom est mentionné par ailleurs à deux reprises dans les archives de Louis Ier d'Anjou, en 1378 et 1380 pour la réalisation de cartons pour une tapisserie représentant l'Apocalypse.
Il est encore une fois mentionné dans les comptes de la maison d'Artois, pour la réalisation de la peinture de la litière de Marguerite Ire de Bourgogne entre 1371 et 1373. Son nom se retrouve peut-être de nouveau dans le registre des comptes de la cour de Dijon en 1371 et 1372, au service de Philippe le Hardi, duc de Bourgogne et frère de Charles V : Hennequin ou « Jean le peintre de Bruges » : il pourrait alors avoir réalisé des cartons pour des vitraux. 

## Attributions d'œuvres encore conservées
- Bible historiale de Jean de Vaudetar (Musée Meermanno, Ms.10 B 23) : miniature de frontispice représentant le portrait de Charles V. L'attribution du reste des miniatures de l'ouvrage est désormais donnée au Maître de la Bible de Jean de Sy.
- Cartons de la tenture de l'Apocalypse (château d'Angers), en collaboration avec un autre artiste anonyme, réalisée dans les ateliers parisiens de Nicolas Bataille et de Robert Poisson. Ces cartons seraient inspirés d'un manuscrit du XIIIe siècle[4].
- Peinture murale représentant saint Christophe, collégiale Notre-Dame de Semur-en-Auxois, aujourd'hui déposée au musée municipal (attribution sur des critères stylistiques, la cour de Philippe de Bourgogne ayant par ailleurs séjourné à plusieurs reprises à Semur à cette même époque)[5].